# Ladislav Jurkemik
Ladislav Jurkemik (Jác, 1953. július 20. –) Európa-bajnok csehszlovák válogatott szlovák labdarúgó, edző.

## Pályafutása

### A válogatottban
1975 és 1983 között 57 alkalommal szerepelt a csehszlovák válogatottban és 3 gólt szerzett. Részt vett az 1980-as Európa-bajnokságon és az 1982-es világbajnokságon. Tagja volt az 1976-ban Európa-bajnokságot nyerő válogatott keretének is.

## Sikerei, díjai

### Játékosként
Dukla Banská Bystrica
- Csehszlovák kupa (1): 1980–81

Inter Bratislava
- Csehszlovák kupa (1): 1983–84

Csehszlovákia
- Európa-bajnok (1): 1976

### Edzőként
MŠK Žilina
- Szlovák szuperkupa (1): 2004